# Euberta
Euberta är en del av en befolkad plats i Australien. Den ligger i kommunen Wagga Wagga och delstaten New South Wales, i den sydöstra delen av landet, omkring 390 kilometer väster om delstatshuvudstaden Sydney.
Närmaste större samhälle är Wagga Wagga, omkring 15 kilometer sydost om Euberta. 
Trakten runt Euberta består till största delen av jordbruksmark. Runt Euberta är det glesbefolkat, med 12 invånare per kvadratkilometer. Genomsnittlig årsnederbörd är 716 millimeter. Den regnigaste månaden är mars, med i genomsnitt 99 mm nederbörd, och den torraste är oktober, med 32 mm nederbörd.